# Cuadratriz

Curva cocleoide (con trazo continuo), inversa de la cuadratriz de Hipias (con trazo discontinuo)

En matemáticas, una cuadratriz (de la palabra latina quadrator, cuadrador) es una curva cuyas ordenadas dan una medida del área (o cuadratura) de otra curva. Las dos curvas más famosas de esta clase son las de Dinóstrato y la de E. W. Tschirnhaus, ambas relacionadas con el círculo.

## Cuadratriz de Dinóstrato
La cuadratriz de Dinóstrato (también llamada "cuadratriz de Hipias") era bien conocida por los geómetras de la antigua Grecia, y es mencionada por Proclo, quien atribuye la invención de la curva a un contemporáneo de Sócrates, probablemente Hipias de Élide. Dinóstrato, un geómetra griego y discípulo de Platón, discutió la curva y mostró cómo permitía obtener una solución mecánica de la cuadratura del círculo. Papus, en sus Colecciones, trata su historial y da dos métodos para generarla:
1. Dibujar una hélice en un cilindro circular recto; y luego generar la superficie de un tornillo dibujando líneas desde cada punto de esta espiral perpendicularmente al eje del cilindro. La proyección de una sección de esta superficie sobre un plano que contiene una de las perpendiculares e inclinado hacia el eje es la cuadratriz.
2. Un cilindro recto que tiene como base una espiral de Arquímedes es cortado por un cono circular recto con la línea generadora del cilindro pasando por el punto inicial de la espiral como eje. Desde cada punto de la curva de intersección de ambas superficies, se dibujan perpendiculares al eje. Cualquier sección plana de la superficie del tornillo (plectoidal de Papus) así obtenida es la cuadratriz.

Cuadratriz de Dinóstrato (en rojo)

Otra construcción es la siguiente: DAB es un cuadrante circular en el que la línea DA y el arco DB se dividen en el mismo número de partes iguales. Los radios se dibujan desde el centro del cuadrante hasta los puntos de división del arco, y estos radios son intersectados por las líneas trazadas paralelas a AB y a través de los puntos correspondientes en el radio DA. El lugar de estas intersecciones es la cuadratriz.

Cuadratriz de Dinóstrato con una parte central flanqueada por infinitas ramas

Sea A el origen del sistema de coordenadas cartesianas, D el punto (a, 0), situado a a unidades desde el origen en el eje x, y sea B el punto (0, a), a unidades desde el origen en el eje y, la curva en sí se puede expresar mediante la ecuación
{\displaystyle y=x\cot {\frac {\pi x}{2a}}.}
Debido a que la función cotangente es invariante con respecto al signo de su argumento y presenta un polo simple en cada múltiplo de π, la cuadratriz posee simetría respecto al eje y, y de manera similar presenta un polo para cada valor de x de la forma x = 2na, para valores enteros de n, excepto en x = 0 donde el polo en la cotangente se cancela por el factor de x en la fórmula para la cuadratriz. Estos polos dividen la curva en una parte central flanqueada por infinitas ramas. El punto donde la curva cruza el eje y tiene el valor y = 2a/π; por lo tanto, si fuera posible generar la curva con precisión, se podría construir un segmento rectilíneo cuya longitud sea un múltiplo racional de 1/π, lo que conduciría a una solución del problema clásico de la cuadratura del círculo. Dado que esto es imposible con regla y compás, la cuadratriz a su vez no se puede construir con un compás y una regla no graduada.
Una construcción precisa de la cuadrícula también permitiría la solución de otros dos problemas clásicos que se sabe que son imposibles con regla y compás, la duplicación del cubo y la trisección del ángulo.

## Cuadratriz de Tschirnhaus

La cuadratriz de Tschirnhaus (rojo),
y la cuadratriz de Hipias (punteada)

La cuadratriz de Tschirnhaus se construye dividiendo el arco y el radio de un cuadrante en el mismo número de partes iguales. Las intersecciones mutuas de las líneas paralelas a DA trazadas desde los puntos de división del arco, y las líneas trazadas paralelas a AB a través de los puntos de división de DA, son los puntos de la cuadrícula. La ecuación cartesiana es {\displaystyle y=a\cos({\tfrac {\pi x}{2a}})}. La curva es periódica y corta el eje x en los puntos {\displaystyle x=(2n-1)a}, siendo {\displaystyle n} un número entero; y el valor de los máximos de {\displaystyle y} es {\displaystyle a}. Sus propiedades son similares a las de la cuadratriz de Dinóstrato.

## Otras cuadrátrices
Otras curvas que históricamente se han utilizado para cuadrar el círculo incluyen:
- Espiral de Arquímedes
- Cuadratriz de Ozanam
- Cocleoide